# Francisco de Oliveira Passos
Francisco de Oliveira Passos (Rio de Janeiro, 2 de julho de 1878 — ?, 1º de janeiro de 1958]]) foi um político brasileiro. Exerceu o mandato de deputado classista constituinte em 1934.
Sob o pseudônimo “Áquila”, obteve o primeiro lugar na concorrência efetuada pela  prefeitura para a escolha do projeto do Teatro Municipal do Rio de Janeiro.
De 1931 a 1934 foi o primeiro presidente da Federação Industrial do Rio de Janeiro, que sucedeu ao Centro Industrial do Brasil -CIB. Participaram de sua diretoria empresários conceituados como Guilherme Guinle, Carlos Teles da Rocha Faria, Euvaldo Lodi, Vicente Galliez e Raymundo Ottoni de Castro Maya. 
Passos pertenceu ao Conselho Consultivo do Distrito Federal; presidiu o Conselho de Contribuintes e fez parte do conselho diretor do Clube de Engenharia. 
Foi associado do Rotary Club do Rio de Janeiro e seu segundo presidente no período 1924-1925.